# Костёл Успения Пресвятой Девы Марии (Налибоки)
Костёл Успения Пресвятой Девы Марии (бел. Касцёл Унебаўзяцця Найсвяцейшай Дзевы Марыі) — каменный католический храм в агрогородке Налибоки Столбцовского района Минской области, памятник эклектичной архитектуры с чертами модерна и неоренессанса, долгое время считался самым большим каменным храмом в Белоруссии.

## История
Первая деревянная церковь Успения Пресвятой Богородицы в Налибоках, заложенная смоленским воеводой Петром Гедигольдовичем, упоминается в 1447 году. Приход, где в то время служил священник Шукан, существует с XV века. В 1636 году великий канцлер Литвы Альбрехт Станислав Радзивилл заложил в местечке новую деревянную церковь, которая была разрушена во время войн между Великим княжеством Литовским и Российской империей. Новая деревянная церковь в стиле барокко была построена в Налибоки только в 1699 году.
Ещё во времена, когда Налибоки входили в состав Польской республики, здесь ещё стояла старинная церковь, но вскоре в ней стало не хватать места. Рядом было решено построить новый кирпичный храм, работы по строительству которого начались в 1935 году усилиями священника Юсефа Байки, имевшего инженерное образование, и специально созданной комиссии. Кирпичи для строительства делали из местной глины, использовали лесопилку.
До начала Второй мировой войны были возведены только стены храма. В 1943 году в Налибокской пуще фашисты расстреляли священника Юсофа Байка, а старую деревянную церковь сожгли. Новое святилище оставалось недостроенным до начала 1990-х годов, одно время в нём даже планировалось сделать государственный клуб. В 1990 году приход возродился под руководством нового священника Мариана Шершана, продолжилось строительство храма, которое было завершено в 1994 году. В строительстве и отделке интерьера принимала участие вся деревня, алтарь был расписан местным художником. В том же году храм был торжественно освящён под именем Успения Пресвятой Богородицы, однако в приходе почитается и второй покровитель — святой Варфоломей.
На территории рядом с церковью есть кладбище, часовня, колокольня, а рядом с самим зданием расположены скульптурные композиции. Ограда вместе с воротами сохранились от древнего храма и датируются XIX веком. В 2007 году здание Налибокской церкви включено в Государственный список историко-культурных ценностей Республики Беларусь как объект историко-культурного наследия регионального значения.